# La reina india
La reina india (título original en inglés, The Indian Queen, Z. 630) es una semiópera en cinco actos con música de Henry Purcell.  
Se estrenó en el Teatro Real, Drury Lane (Londres) en 1695. La fecha exacta se desconoce pero Peter Holman supone que pudo haberse estrenado en junio sin la mascarada del Acto V que tuvo que completarse después de la muerte de Purcell, en noviembre, por su hermano Daniel.
El libreto es una versión revisada de la obra The Indian Queen (1664) de John Dryden y Sir Robert Howard.  
Fue la última semi-ópera de Purcell. 
Esta ópera rara vez se representa en la actualidad. En las estadísticas de Operabase aparece con sólo 2 representaciones en el período 2005-2010.

## Grabaciones
- The Indian Queen Solistas, St. Anthony Singers, Orquesta de Cámara Inglesa, dirigida por Charles Mackerras (Decca L'Oiseau-Lyre, 1966)
- The Indian Queen Solistas, Deller Singers, King's Musick, dirigida por Alfred Deller (Harmonia Mundi)
- The Indian Queen Solistas, Coro Monteverdi, Solistas Barrocos Inglesas, dirigida por John Eliot Gardiner (Erato, 1980)
- The Indian Queen Solistas, Academy of Ancient Music, dirigida por  Christopher Hogwood (Decca L'Oiseau-Lyre, 1995)
- The Indian Queen Solistas, The Purcell Simfony y the Purcell Simfony Voices (Linn, 1995)
- The Indian Queen Solistas, Scholars' Baroque Ensemble (Naxos, 1998)